# Paris Games Week
La Paris Games Week (abbreviata a PGW) è una fiera riguardante il mondo dei videogiochi che si tiene annualmente a Parigi al Paris Expo Porte de Versailles. Viene organizzata da SELL (Syndicat des éditeurs de logiciels de loisirs), un'organizzazione francese che promuove gli interessi degli sviluppatori di videogiochi.

## Edizioni
| Anno | Data                    | Luogo  | Partecipanti |
| ---- | ----------------------- | ------ | ------------ |
| 2010 | 27 Ottobre - 31 Ottobre | Parigi | 120,000      |
| 2011 | 21 Ottobre - 25 Ottobre | Parigi | 180,000      |
| 2012 | 31 Ottobre - 4 Novembre | Parigi | 212,000      |
| 2013 | 30 Ottobre - 3 Novembre | Parigi | 245,000      |
| 2014 | 29 Ottobre - 2 Novembre | Parigi | 272,000      |
| 2015 | 28 Ottobre - 1 Novembre | Parigi | 307,000      |
| 2016 | 27 Ottobre - 31 Ottobre | Parigi | 310,000      |
| 2017 | 1 novembre - 5 novembre | Parigi | 350,000      |
| 2018 | 26 Ottobre - 30 Ottobre | Parigi |              |